# تومور صورتی شیطان تاسمانی

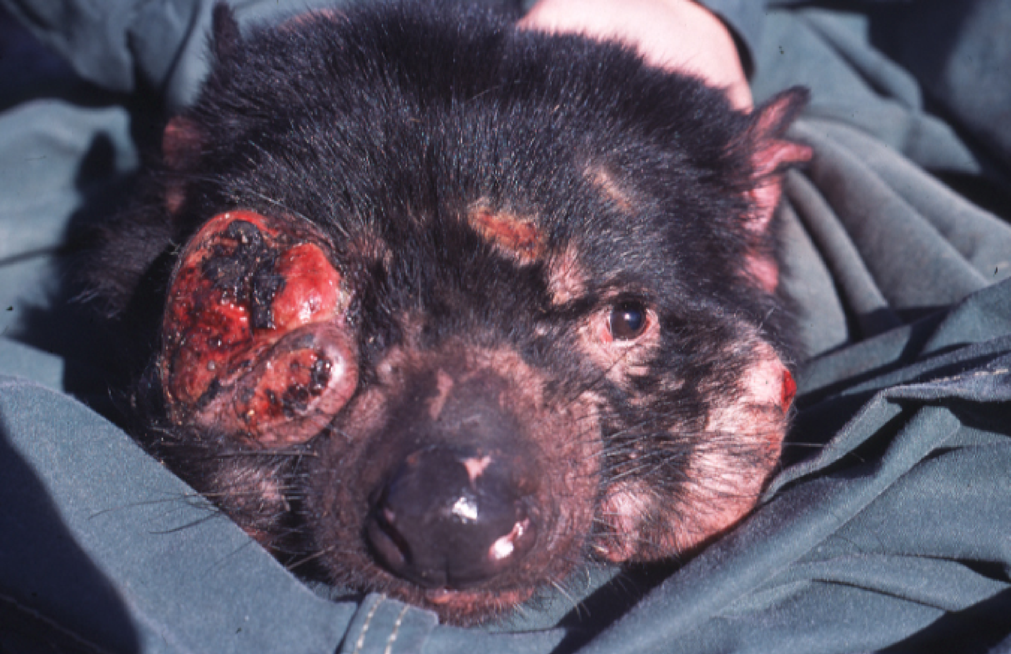
بیماری باعث ایجاد تومورهایی دور دهان و سر جانور می‌شود و مرگ آن را در پی خواهد داشت.

تومور صورتی شیطان تاسمانی یا سرطان تاسمانی (به انگلیسی: Devil facial tumour disease) گونه‌ای نئوپلاسم (سرطان) واگیردار و منتقل‌شونده‌است که شیطان‌های تاسمانی را مبتلا می‌کند. از این بیماری با نام DFTD نیز یاد می‌شود.
نخستین نمونه‌های این بیماری در سال ۱۹۹۶ در تاسمانی دیده شدند. با گذشت سال‌ها، این بیماری تعداد بسیاری از شیطان‌ها را نابود کرده‌است و باعث کاهش شدید در جمعیت آن‌ها شده. جمعیت‌های مبتلا دارای نرخ مرگ و میری برابر با ۱۰۰ درصد در ۱۲ تا ۱۸ ماه خواهند بود. بیشتر موارد آلوده شده در شرق تاسمانی گزارش شده‌اند.
نشانه‌های DFTD با پدید آمدن خراش‌هایی به دور دهان پیدا می‌شوند و به زودی تبدیل به تومورهای سرطانی می‌شوند که همه صورت را می پوشانند و به دیگر نقاط بدن نیز گسترش پیدا می‌کنند. رشد تومور در تغذیه جانور ایجاد مشکل می‌کند و در پایان باعث مرگش می‌شود. منشا تومورهای صورتی در یاخته‌های شوان است و پژوهشگران در تلاشند تا نه تنها با گسترش آن در میان جمعیت‌های محلی شیطان مقابله کنند، بلکه راهی برای درمانش بیابند.